# Картошино (Псковская область)
Картошино — деревня в Порховском районе Псковской области России. Входит в состав сельского поселения «Верхнемостская волость».
Расположена на левом берегу реки Черёха, в 68 км к юго-западу от города Порхова и в 2 км к югу от волостного центра Верхний Мост.
Численность населения деревни на конец 2000 года составляла 12 человек.